# Agrilus sodalis
Agrilus sodalis é uma espécie de inseto coleóptero polífago pertencente à família dos buprestídeos. É um dos representantes do gênero Agrilus.
Foi descrita formalmente pela primeira vez em meados de 1889, pelo entomólogo especializado em coleópteros Charles Owen Waterhouse, conhecido por ser filho de George Robert Waterhouse. Seu tipo nomenclatural sugere que a espécie possui distribuição neotropical.